# Хауген, Андерс
А́ндерс О́льсен Ха́уген (англ. Anders Olsen Haugen; 24 ноября 1888, Бё, Телемарк, Норвегия — 14 апреля 1984, Сан-Бернардино, Калифорния, США) — американский лыжник и прыгун с трамплина норвежского происхождения, бронзовый призёр I зимних Олимпийских игр.

## Биография
Андерс Хауген родился в коммуне Бё норвежской губернии Телемарк. С детства он и его брат Ларс увлекались прыжками на лыжах с трамплина. В 1909 году братья эмигрировали в США, где сначала работали на ферме в Иллинойсе, затем перебрались в Висконсин. Здесь, неподалеку от озера Нагавика к западу от Милуоки, они совместно с городским лыжным клубом соорудили трамплин. С 1910 по 1920 год Хаугены 11 раз становились чемпионами США по прыжкам с трамплина. Андерс 19 февраля 1911 года установил мировой рекорд, прыгнув на 152 фута на национальном первенстве, проходившем в Мичигане. В 1919 году прыжком на 213 футов он вернул себе звание мирового рекордсмена, а 29 февраля 1920 года улучшил свой показатель до 214 футов.
Андерса выбрали капитаном лыжной команды США, отправившейся на Олимпийские игры 1924 года в Шамони. На этих Играх он «улетел» дальше всех своих конкурентов — норвежцев Якоба Туллина Тамса, Нарве Бонны и Торлейфа Хёуга, однако подвела техника, и спортсмен едва не упал на приземлении. В результате Андерс оказался лишь на четвёртом месте. В 1974 году на встрече, посвящённой 50-летию общекомандной победы Норвегии на Играх в Шамони, лыжник Торальф Стрёмстад, участвовавший в той Олимпиаде, задал спортивному историку Якобу Вааге вопрос: почему бронзовая медаль досталась Хёугу, а не Хаугену? Изучив архивы, историк пришёл к выводу, что при подведении результатов судьи допустили ошибку в подсчёте оценок, прибавив Хёугу лишние 0,179 балла. Вааге сообщил об обнаружении неточности в Международный Олимпийский комитет, после чего медаль было решено вручить Хаугену. 12 сентября 1974 года 86-летний Андерс был приглашён на историческую родину, где в торжественной обстановке медаль ему вручила Анна Мария Магнуссен, младшая дочь Торлейфа Хёуга. Эта бронза стала первой и до настоящего времени единственной для США олимпийской наградой в прыжках с трамплина.
В 1963 году Андерс Хауген был включён в Лыжный зал славы США.
14 апреля 1984 года  Андерс скончался на 96-м году жизни в госпитале города Сан-Бернардино от почечной недостаточности, развившейся на фоне рака предстательной железы.